# ستيف إيكيدي
ستيف إيكيدي (بالإسبانية: Steve Ekedi)‏ (24 مايو 1991 بدوالا في الكاميرون - ) هو لاعب كرة قدم إسباني في مركز الهجوم. لعب مع راسينغ فيرول.

## روابط خارجية
- ستيف إيكيدي على موقع قاعدة بيانات كرة القدم.إي يو (الإنجليزية)
- ستيف إيكيدي على موقع Soccerway.com (الإنجليزية)